# NGC 1780
NGC 1780 ist eine linsenförmige Galaxie vom Hubble-Typ SB0 im Sternbild Hase am Südsternhimmel. Sie ist schätzungsweise 206 Millionen Lichtjahre von der Milchstraße entfernt und hat einen Durchmesser von etwa 55.000 Lj. 

Im selben Himmelsareal befindet sich u. a. die Galaxie IC 2119.
Das Objekt wurde im Jahr 1886 von Ormond Stone entdeckt.